# Dendryphantes lanipes
Dendryphantes lanipes là một loài nhện trong họ Salticidae.
Loài này thuộc chi Dendryphantes. Dendryphantes lanipes được Carl Ludwig Koch miêu tả năm 1846.